# Henrytennis
henrytennis（ヘンリーテニス）は、2003年に結成された日本のバンド。

## 来歴

### 2003年 - 2006年
ギター・ボーカルの奥村祥人とキーボード・ボーカルの滝沢智恵（moleslope）を中心に2003年に結成。
結成当初ジャズやプログレッシブ・ロックの要素はほぼなく、奥村と滝沢がカセットMTRで作曲を重ねるローファイ・ポップ・ユニットだった。その後、ドラムの野口篤志、ベースの深沢英邦、鉄琴、シンセサイザーの松沢奨の5人編成で、ステレオラブ、ヨ・ラ・テンゴなど、オルタナティヴ・ロック・ミュージシャンの影響を強く受けた音楽をライブで表現。ノイジーなギターと独特なシンセ音に加えミニマル且つ躍動的なドラムとメロディアスなベースに滝沢のフルートやオルガンが混じり合うライブを展開。また、この時期は奥村、滝沢のボーカルが入る楽曲もあったため、一般的なロックバンドに近い立ち位置を示していた。その後、バンドがインストゥルメンタルバンドとしてのライブ活動にシフトしていくと、音楽性は徐々に変化。よりプログレッシブ・ロック、カンタベリー系と言われるジャンルに近い楽曲が増えていく。当時勃興していたインストで硬質なリフを主体とするマスロックや、シカゴ音響派の影響が強いポストロック勢と共に紹介されることも多くなった。
2006年にファースト・アルバム『Eight Rare Cases』を発表。リリース直後に活動方針の違いなどで滝沢、野口、深沢、松沢が脱退。その後、岸田佳也（トクマルシューゴ）、堀越武志（OCEANLANE）、あだち麗三郎（あだち麗三郎クワルテッット）などが参加し、ファースト・アルバム・リリース・ツアーとして2006年に初のアメリカツアー、国内ツアー、野外フェス出演など精力的に活動。

### 2007年 - 2009年
あだちが脱退し、安藤暁彦(goat、kuruucrew)が参加。また、須藤俊明（ex-Melt-Banana）が鉄琴&マニュピレータとして参加。須藤はセカンド・アルバム『R.U.R.』で共同プロデューサー、エンジニアの役割を果たす。また一部の楽曲は奥村と須藤2人により作曲、アレンジが成された。2009年にセカンド・アルバム『R.U.R.』をファースト・アルバムと同じくCINRA RECORDSから発表。多くの媒体から取り上げられ評判を得る。セカンド・アルバム発表後、須藤が脱退。代わって現代音楽家の箱崎健志が一時バンドに参加。

### 2010年 - 2015年
セカンド・アルバム・リリース直後のツアーからライブ活動を頻繁にしていくが、堀越と岸田の脱退を機に一旦活動を停止する。奥村は主宰の1人として2012年から2016年まで続いたアンダーグラウンドの都市型フェスティバル『みんなの戦艦』を開催。第一回は2012年に歌舞伎町のキャバレー跡地風林会館で開催。以後同イベントは様々な場所で開催され、斬新な出演者とコンセプトから話題となる。『みんなの戦艦2013』、『みんなの戦艦2014』に一時的に復活したhenrytennisで出演。

### 2016年 - 2023年
2014年以降メンバーが何度も入れ替わる状況が続き、音楽性の模索を続けたこともあり、しばらく表立った活動はなかったが、2016年にメンバーが固まり方向性が定まると頻繁にライブ活動を展開。2018年に『みんなの戦艦』の後継となるイベント『グランドスラム2018』を渋谷WWWで主催。2019年にサード・アルバム『Freaking Happy』をNatural Hi-Tech Recordsからリリース。
2022年に4thアルバム『Bay Leaf and Singers』をhenrytennis musicからリリース。3rdが現代ジャズ的アプローチを中心としていたのに対し、4thはよりフュージョン、プログレの影響が色濃い。作品発表直後、ベーシスト開輝之が脱退。ベースの新メンバーにさいとうしゅんが加入。2023年12月、結成20周年記念イベント「-HATACI-」を新宿MARZで開催。

### 2024年 - 20??年
2024年、チバテレビ「チアアップインディーズK」での放送収録ライブイベントをもって、ベースさいとうしゅん、tenor＆glockenspiel入江拓也、鍵盤みんみんが脱退。代わってamalakamalaで活躍する鍵盤𝘽𝙤𝙢𝟲𝙮𝙭 𝙣𝙪𝙢𝙖𝙩𝙖とベースの渡辺周、Trumpetの荒谷響が加入。2024年5/12に復活祭を開催。

## その他
- ファースト・アルバム発売以降からメンバーの入れ替わりが激しい。奥村以外のメンバーは、異なるメンバーで全アルバムが制作されている。

- バンド名の由来は、チャールズ・ブコウスキーの作品に出てくる自身のキャラクター、ヘンリー・チナスキーからヘンリーを採り、バンド名を決めるときにたまたまテレビでテニスがやっていたことからテニスを付けた[13]。人名らしくしたいという野口の意向もありヘンリーテニス(henrytennis)とした。[14]

- ギター担当の奥村はピックを使わないフィンガー奏法で演奏しており、ギターを覚えた最初期にうまくピックが持てないという理由から使うのをやめている。[14]

- 冨岡は役者としても活躍している[15]。

- 様々な方面から度々カンタベリー系と言われソフト・マシーンの影響を指摘されているが、主に作曲を行う奥村は、カンタベリー系の音楽を認識し好んで聴き始めたのは大学生の頃からで、この時点で既に多くの曲を書いており自身の作品性は定まっていたため、カンタベリー系バンドの影響はあまり受けていないと言及している。作曲で影響を受けたのはビートルズ。ギタリストとして影響を受けたのはドアーズのロビー・クリーガーとしている。[14]

- 奥村はソロ活動の際、Finger Kamareruとしてテクノ作品を発表している。[14]

## メンバー

### 現メンバー
- 奥村祥人 - ギター
- トミー - ソプラノサックス、アルトサックス
- 入江拓也 - テナーサックス、鉄琴
- みんみん - ピアノ、オルガン
- 開輝之 - ベース
- 坂本和馬 - ドラム

### ファースト・アルバム・リリース時メンバー
- 奥村祥人 - ギター
- 滝沢智恵 - ボーカル、キーボード
- 松沢奨 - シンセサイザー、鉄琴
- 深沢英邦 - ベース
- 野口篤志 - ドラム

### セカンド・アルバム・リリース時メンバー
- 奥村祥人 - ギター
- 安藤暁彦 - アルトサックス
- 植野康二 - シンセサイザー
- 須藤俊明 - 鉄琴、マニピュレーター
- 堀越武志 - ベース
- 岸田佳也 - ドラム

### サード・アルバム・リリース時メンバー
- 奥村祥人 - ギター
- トミー - ソプラノサックス、アルトサックス
- 入江拓也 - テナーサックス、鉄琴
- 並木万実 - トロンボーン
- みんみん - ピアノ、オルガン
- 高田裕介 - ベース
- 坂本和馬 - ドラム

### 4thアルバム・リリース時メンバー
- 奥村祥人 - ギター
- トミー - ソプラノサックス、アルトサックス
- 入江拓也 - テナーサックス、鉄琴
- みんみん - ピアノ、オルガン
- 開輝之 - ベース
- 坂本和馬 - ドラム

## ミュージックビデオ
| 公開日         | 監督                                       | 楽曲                   | 収録作品             |
| -------------- | ------------------------------------------ | ---------------------- | -------------------- |
| 2009年12月3日  | SLEEPERS FILM                              | 「Valencia raincoats」 | R.U.R.               |
| 2017年10月19日 | 生餌史郎（STUDIO m.i.m.i.c.）              | 「May I Shoot」        | Freaking Happy       |
| 2017年12月20日 | 生餌史郎（STUDIO m.i.m.i.c.）              | 「America」            | Freaking Happy       |
| 2019年3月3日   | 加藤マニ                                   | 「Microwaves」         | Freaking Happy       |
| 2022年9月19日  | 編集・ディレクション：nono、撮影：石橋雅人 | 「Magic Hour」         | Bay Leaf and Singers |